# Hulli

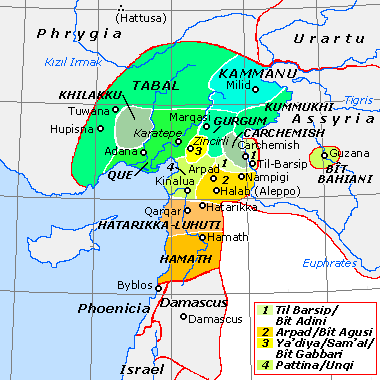
Mapa państewek neohetyckich z zaznaczonym położeniem Tabal

Hulli (2 połowa VIII w. p.n.e.) – król Tabal, następca Wassurme. Na tronie Tabal osadził go jako władcę marionetkowego asyryjski król Tiglat-Pileser III (744-727 p.n.e.), który w swych inskrypcjach nazywa Hulli „synem nikogo”, co oznacza, iż ten nie wywodził się z rodu królewskiego. Za czasów panowania Salmanasara V (726-722 p.n.e.) z nieznanych powodów Hulli deportowany został do Asyrii, ale następny asyryjski król Sargon II (722-705 p.n.e.) przywrócił go na tron Tabal.  